# 麥特·夏普
麥特·凱利·夏普（Matthew Kelly Sharp，1969年9月22日—），出生於泰國曼谷是威瑟樂團的創始成員和前鼓手。在1994年，他成立了名為The Rentals的樂團，並發行了出道專輯，正好就在威瑟樂團的首張專輯發行不久後；他們的第二張專輯於1999年發行，並在2007年發行了一張EP。此外，夏普也以個人的身份發行了一張完整專輯和一張EP。

## 音樂作品

### 威瑟樂團
- 1994年－藍色專輯（Weezer - The Blue Album）
- 1996年－私家偵探（Pinkerton）

### The Rentals
- 1995年－Return of the Rentals
- 1999年－Seven More Minutes
- 2007年－The Last Little Life EP
- 2013年－Lost in Alphaville

### 個人專輯
- 2003年－Puckett's Versus the Country Boy
- 2004年－Matt Sharp

### Homie
- 1998年－《寶里寶氣大追擊》（Meet the Deedles）原聲帶（於「American Girls」一曲中擔任製作人與合聲）

### Tegan and Sara
- 2004年－So Jealous
- 2007年－The Con

## 外部連結
- （英文）官方網站
- （英文）Glorious Noise 所作的深入訪談 （页面存档备份，存于）